# Minnie Alzona
Minnie Alzona (Genova, 1920 – Genova, novembre 2008) è stata una scrittrice italiana.

## Biografia
Minnie Alzona nasce a Genova nel 1920.
È autrice di numerosi libri, romanzi storici, opere autobiografiche, racconti e favole. Dagli anni Sessanta agli anni Ottanta anima a Genova un salotto letterario frequentato da scrittori e intellettuali. Svolge un'intensa attività professionale nel campo della critica letteraria e 
collabora con saggi, interviste e corrispondenze di viaggio a periodici e quotidiani .
È presidente nazionale della Federazione dei Lyceum italiani e del Lyceum di Genova e fa parte dell'Accademia ligure di scienze e lettere. È fra i membri delle giurie di importanti premi letterari.
Muore a Genova nel novembre 2008.

## Opere
- Processo alla camerata, Stefano, Genova, 1958
- La moglie del giudice, Di Stefano, Genova, 1960
- La strega, Rizzoli Milano 1964
- Coma vigile, Rizzoli Milano 1967
- Il giro del fronte, Edizioni Pan 1972
- Viaggio angelico, Edizioni Pan 1977
- La corona di Undecimilla, Edizioni Paoline Roma 1986, tradotto e trasmesso nel 1990 come radiodramma a Zagabria
- Il pane negato, un libro di racconti, Santi Quaranta Editrice, Treviso 1996
- Appunti per un addio, Santi Quaranta Editrice, Treviso 1996
- La bottega del tempo, Alghero, Nemapress, 2003, ISBN 9788876290015.

## Premi letterari
- nel 1957 il Premio Manzoni per Processo alla Camerata,
- nel 1959 il premio "Charles Veillon" di Zurigo per l'inedito La moglie del giudice,
- nel 1977 il premio Selezione Napoli con Viaggio angelico
- il premio della critica "Renato Serra" per l'intera opera;
- nel 1985 ha vinto il premio "Città di Genova",
- nel 1993 è finalista al premio Rapallo per "Il pane negato",
- il ministero della cultura francese le ha conferito la croce di "Chevalier des arts et des lettres".[2]